# Laoennea
Laoennea is een geslacht van weekdieren uit de klasse van de Gastropoda (slakken).

## Soorten
- Laoennea carychioides Páll-Gergely, A. Reischütz & Maassen, 2020
- Laoennea renouardi Jochum & Wackenheim, 2020